# سفيان سلطان
سفيان عبد الرحمن شكري سلطان هو مهندس زراعي ومحاضر فلسطيني، يحمل درجة الدكتوراه في الهندسة الزراعية. شغل منصب وزير الزراعة في الحكومة الفلسطينية السابعة عشرة بعد التعديل الأول منذ 31 تموز 2015 حتى 13 أبريل 2019.

## النشأة والتحصيل العلمي
وُلد سفيان سلطان في مدينة الخليل جنوب الضفة الغربية، وتلقى تعليمه المدرسي فيها حتى تخرج عام 1968، ثم ألتحق بجامعة عين شمس في مدينة القاهرة، وحصل منها على شهادات البكالوريوس والماجستير والدكتواره في الهندسة الزراعية.

## المناصب
- عمل سفيان سلطان محاضرًا في جامعة النجاح الوطنية، وعُين فيها رئيسًا لقسم العلوم الزراعية في عام 1984. ولاحقًا في عام 1989 حصل على رتبة أستاذ مشارك في الجامعة.[2][3]
- عمل لمدة عام كأستاذ زائر في جامعة كاليفورنيا في دافيس.[2][3]
- التحق بجامعة الخليل عام 1990، وكان فيها استاذًا مشاركًا وعميدًا لكلية الزراعة.[2][3]
- شارك ضمن الوفد الفلسطيني المفاوض مختصًا في الشؤون البيئية.[2][3]
- عُين مستشارًا للرئيس الفلسطيني ياسر عرفات للشؤون البيئية.[2][3]
- شغل منصب رئيس سلطة البيئة الفلسطينية عام 1996.[2][3]
- شغل منصب وزير الزراعة الفلسطيني بعد التعديل الوزاري الأول في حكومة الوفاق الوطني الفلسطيني في الفترة 2015-2019.[2][3][4]